# 皇道派

皇道派と統制派の対立

皇道派（こうどうは）は、大日本帝国陸軍内に存在した派閥。北一輝らの影響を受けて、天皇親政の下での国家改造（昭和維新）を目指し、対外的にはソビエト連邦との対決を志向した。

## 名称と概説
名前の由来は、理論的な指導者と目される荒木貞夫が日本軍を「皇軍」と呼び、政財界（皇道派の理屈では「君側の奸」）を排除して天皇親政による国家改造を説いたことによる。
皇道派は統制派と対立していたとされるが、統制派の中心人物であった永田鉄山によれば、陸軍には荒木貞夫と真崎甚三郎を頭首とする「皇道派」があるのみで「統制派」なる派閥は存在しなかった、と主張している。
- 皇道派が全盛期の時代、つまり荒木が陸軍大臣に就任した犬養内閣時に陸軍内の主導権を握ると、三月事件、十月事件の首謀者、皇道派に反する者に対して露骨な派閥人事を行い、左遷されたり疎外された者らが団結したグループは反皇道派として中央から退けられたが、この処置が露骨な皇道派優遇人事として多くの中堅幕僚層の反発を招いた。同じく皇道派に敵対する永田が、自らの意志と関わりなく、周囲の人間から勝手に皇道派に対する統制派なる派閥の頭領にさせられていた。これら非皇道派の中堅幕僚層は、後に永田や東條英機を中心に統制派として纏まり、陸軍中枢部から皇道派は排除されていくことになる。

両派の路線対立はこの後も続くが、軍中央を押さえた統制派に対して、皇道派は若手将校による過激な暴発事件（相沢事件や二・二六事件など）を引き起こして衰退していくことになる。
陸軍の重鎮であった上原勇作が宇垣一成と対立し、後の皇道派のメンバーを支援していた経緯から、旧薩摩閥も多かったとされる。

## 誕生
荒木が真崎甚三郎と共に皇道派を作り上げる基盤は、宇垣一成陸相の下でいわゆる宇垣軍縮が実施された時期に生まれたと言える。
宇垣は永田鉄山を陸軍省動員課長に据え、地上兵力から4個師団約9万人を削減した。その浮いた予算で航空機・戦車部隊を新設し、歩兵に軽機関銃・重機関銃・曲射砲を装備するなど軍の近代化を推し進めた。
永田は第一次世界大戦の観戦武官として、ヨーロッパ諸国の軍事力のあり方や、物資の生産、資源などを組織的に戦争に集中する総力戦体制を目の当たりにし、日本の軍備や政治・経済体制の遅れを痛感した。宇垣軍縮は軍事予算の縮小を求める世論に押されながら、この遅れを挽回しようとするものであった。統制派の考え方はこの流れを汲む。
一方で宇垣が軍の実権を握っている間、荒木・真崎らは宇垣閥外の人物として冷遇されていた。荒木は1918年のシベリア出兵当時、シベリア派遣軍参謀であったが、この時に革命直後のロシアの混乱や後進性を見る一方で、赤軍の「鉄の規律」や勇敢さに驚かされた。そのため荒木は反ソ・反共の思想を固めただけでなく、ソヴィエトの軍事・経済建設が進む前にこれと戦いシベリア周辺から撃退し、ここを日本の支配下に置くべきであるという対ソ主戦論者となった。
折から、佐官・尉官クラスの青年将校の間に『国家改造』運動が広がってきた。その動機は、
- ソビエトが1928年にはじまる第一次五カ年計画を成功させると、日本軍が満州を占領することも対ソ攻撃を開始することも不可能になるので、一刻も早く対ソ攻撃の拠点として満州を確保しようとする焦り。
- 軍縮のため将校達の昇進が遅れ、待遇も以前と比べて悪化しそれに対する不平・不満が激化したこと。
- 農村の恐慌や不況のため、農民出身者の兵士の中に共産主義に共鳴する者が増加し、軍の規律が動揺するのではないかという危機感を将校達に与えたこと。
- 農村の指導層（地主・教師・社家・寺族・商家など）出身の青年将校の中には、幼馴染や部下の兵の実家・姉妹が零落したり「身売り」されたりするなど、農村の悲惨な実態を身近で見聞きしていた者が多かったため。

などである。
青年将校らは、このような状況を作り出しているのが、宇垣ら軍閥を始め、財閥・重臣・官僚閥であると考えた。
1931年12月、十月事件の圧力を背景に犬養内閣で荒木が陸相に就任すると、真崎嫌いで知られる金谷範三参謀総長を軍事参議官に廻し、後任に閑院宮載仁親王を引き出す。ついで1932年1月に台湾軍司令官の真崎を参謀次長として呼び戻し、参謀本部の実権を握らせた。一方で杉山元、二宮治重らの宇垣側近を中央から遠ざけ、次官に柳川平助、軍務局長に山岡重厚を配する等、自派の勢力拡大を図った。人事局長の松浦淳六郎、軍事課長の山下奉文もこの系譜につながる。荒木は尉官クラスに官邸で連日のように酒を振る舞うなど、武力による「維新」を企てる青年将校らを鼓舞し、その支持を集めた。
荒木や真崎は日露戦争時期を理想化し、日本をその状態に復帰させることが軍の拡大強化や対ソ戦を早く決行できる所以だと考えた。ここから、「君側の奸」を討ち「国体を明徴」にし「天皇親政」を実現すべし、という思想が引き出される。このような思想を抱く荒木らに対し、青年将校らは「無私誠忠の人格」として崇敬した。これが皇道派である。

## 行動
この派は荒木・真崎を代表格とし、前述の将官の他、1932年（昭和7年）2月に参謀本部第二課長（作戦担当）ついで第三部長（運輸・通信担当）となった小畑敏四郎、憲兵司令官ついで第二師団長となった秦真次、小畑の後任の作戦課長である鈴木率道、陸大教官の満井佐吉らが首脳部をなしていたが、省部の中堅将校からはほとんど孤立した存在であった。皇道派が「国家革新」の切り札と頼む武力発動の計画に当たったのは、村中孝次・磯部浅一ら尉官クラスの青年将校団である。
皇道派青年将校がクーデター計画に狂奔したのは、彼らが陸軍省部中央に近い統制派ほどに具体的な情勢判断と方針を持たず、互いに天皇への忠誠を誓い、結果を顧みずに「捨石」たらんとしたという思想的特質にもよる。
青年将校らは自分たちの行動を起こした後は、「陛下の下に一切を挙げておまかせすること」（※2・26事件の首謀者の一人、栗原安秀中尉の尋問調書より）に期待するのみであった。永田鉄山軍務局長を斬殺した相沢三郎中佐は、法廷で検察官の質問に答え「国家革新ということは絶対にない。いやしくも日本国民に革新はない。大御心に拠ってそのことを翼賛し奉ることである」と述べている。したがって彼等は「革命」「クーデター」という概念すら拒絶していた。
また彼らの信頼を集めた荒木や真崎も、自分たちが首班となって内閣をつくることを予期するだけでその後の計画も無く、各方面の強力な支持者もいなかった。とくに財閥や官僚には皇道派を危険視する空気が強く、彼らが政権を担当する条件そのものが欠落していた。
それだけに、成果の見込みの有無を問わず危険な行動に走るという特徴が表面に現れた。その特徴こそ、軍部・官僚・財閥のファッショ的支配を押し進める露払いの役割を果たした。もともと荒木が陸相に就任したこと自体、三月事件・十月事件で政党首脳が恐怖を感じた結果であった。
真崎は教育総監時代、天皇機関説排斥運動の中心にあった。五・一五事件や相沢事件の公判では、排外主義、国粋主義の国民意識を利用して判決に介入させ、また政党政治は事実上この時に崩壊した。この直後に引き起こされた二・二六事件は更に準戦時体制へと途を開いた。

## 凋落
荒木は犬養内閣、さらに齋藤内閣において陸相をつとめたが、もともと軍令・教育畑が長く政治力に欠けるところがあり、高橋是清蔵相との陸軍予算折衝でも成果を挙げることが出来なかった。また側近の多くも軍政経験が乏しく、荒木を十分に補佐したとは言い難い。このため大臣末期には省部中堅の信を失い、青年将校からは突き上げを食うなど閉塞状況に陥った。
参謀本部においても、実務を切り回す真崎次長に閑院総長宮が不快感を募らせ、内部でも小畑敏四郎第三部長と永田鉄山第二部長が対ソ・支那戦略を巡り対立。後の皇道・統制両派の抗争の端緒となる。
荒木は1934年1月、酒を飲み過ぎて風邪をこじらせ、肺炎となり陸相を辞任する。荒木は後任陸相に真崎を推薦したが、真崎の独断に閉口していた閑院宮に反対され、林銑十郎教育総監が陸相となり、真崎はその後任に回った。柳川以下の皇道派幕僚も相次いで中央を去り、さらに同年11月には青年将校らによる士官学校事件が起こり、これを契機に統制派による真崎排除の機運が高まる。1935年7月、林と閑院宮は三長官会議において強引に真崎を更迭、後任に渡辺錠太郎を据えた。
荒木の辞職、真崎の更迭によって皇道派は中央での基盤を失い、8月の相沢事件を経て、1936年には青年将校を中心とした二・二六事件の暴発につながる。その後、翌年にかけての大規模な粛軍人事によって皇道派はほぼ壊滅した。現役に残ったのは山下奉文、鈴木率道ら少数の者に過ぎなかった。
なお大戦末期の1944年、昭和天皇に木戸内大臣を通じて、「戦争指導に行き詰まり、経済、社会の赤化に向う東條とその側近に代えて、予備役の皇道派将官を起用すべき」と奏した近衛文麿に対し、天皇は次のように論駁している。「第一、真崎は参謀次長の際、国内改革案のごときものを得意になりて示す。そのなかに国家社会主義ならざるべからずという字句がありて、訂正を求めたることあり。また彼の教育総監時代の方針により養成せられし者が、今日の共産主義的という中堅将校なり。第二、柳川は二・二六直前まで第1師団長たりしも、幕下将校の蠢動を遂に抑うこと能わざりき。ただ彼は良き参謀あれば仕事を為すを得べきも、力量は方面軍司令官迄の人物にあらざるか。第三、小畑は陸軍大学校長の折、満井佐吉をつかむことを得ず。作戦家として見るべきもの有るも、軍司令官程度の人物ならん。以上これらの点につき、近衛は研究しありや否や」（木戸幸一日記）。